# Super League 2007-2008
La Super League 2007-2008, edizione 2007-2008 del campionato di calcio svizzero di massima serie (Super League), si è conclusa con la vittoria finale del Basilea, che conquista il titolo di campione di svizzera.
L'Vaduz, vincitore della serie cadetta è promosso in Super League e prende il posto dell'FC Thun che retrocede come ultima squadra classificata.

## Squadre partecipanti
| Club            | Stagione | Città     | Stadio                     | Stagione precedente          |
| --------------- | -------- | --------- | -------------------------- | ---------------------------- |
| Aarau           | dettagli | Aarau     | Stadion Brügglifeld        | 9º posto in Super League     |
| Basilea         | dettagli | Basilea   | St. Jakob-Park             | 2º posto in Super League     |
| Grasshoppers    | dettagli | Zurigo    | Hardturm Stadio Letzigrund | 6º posto in Super League     |
| Lucerna         | dettagli | Lucerna   | Stadion Allmend            | 8º posto in Super League     |
| Neuchâtel Xamax | dettagli | Neuchâtel | La Maladière               | 1º posto in Challenge League |
| San Gallo       | dettagli | San Gallo | Stadio Espenmoos           | 5º posto in Super League     |
| Sion            | dettagli | Sion      | Stade Tourbillon           | 3º posto in Super League     |
| Thun            | dettagli | Thun      | Stadion Lachen             | 7º posto in Super League     |
| Young Boys      | dettagli | Berna     | Stade de Suisse            | 4º posto in Super League     |
| Zurigo          | dettagli | Zurigo    | Hardturm Stadio Letzigrund | Campione di Svizzera         |

## Allenatori e primatisti
| Squadra         | Allenatore                                                         | Giocatore più presente (tra parentesi il numero delle presenze) | Capocannoniere (tra parentesi il numero dei gol segnati) |
| --------------- | ------------------------------------------------------------------ | --------------------------------------------------------------- | -------------------------------------------------------- |
| Aarau           | Ryszard Komornicki                                                 | Cristian Florin Ianu (36) Ivan Benito (36)                      | Rogério (12)                                             |
| Basilea         | Christian Gross                                                    | Eduardo (35)                                                    | Marco Streller (12)                                      |
| Grasshoppers    | Hanspeter Latour                                                   | Boris Smiljanić (35)                                            | Raúl Bobadilla (18)                                      |
| Lucerna         | Ciriaco Sforza                                                     | Davide Chiumiento (35)                                          | Mauro Lustrinelli (14)                                   |
| Neuchatel Xamax | Gérard Castella (1ª-25ª) Néstor Clausen (26ª-36ª)                  | Raphaël Nuzzolo (34) Matar Coly (34) Pascal Zuberbühler (34)    | Matar Coly (8)                                           |
| San Gallo       | Rolf Fringer (1ª-12ª) René Weiler (13ª) Krasimir Balăkov (14ª-36ª) | Marc Zellweger (33)                                             | Francisco Aguirre (11)                                   |
| Sion            | Alberto Bigon (1ª-18ª, 28ª-36ª) Maurizio Jacobacci (19ª-27ª)       | Álvaro Saborío (34)                                             | Álvaro Saborío (17)                                      |
| Thun            | René van Eck                                                       | Nelson Ferreira (34)                                            | Milaim Rama (8)                                          |
| Young Boys      | Martin Andermatt                                                   | Mario Raimondi (36)                                             | Hakan Yakın (24)                                         |
| Zurigo          | Bernard Challandes                                                 | Johnny Leoni (34)                                               | Raffael (12)                                             |

## Classifica finale
|  | Pos. | Squadra         | Pt | G  | V  | N  | P  | GF | GS | DR  |
|  | ---- | --------------- | -- | -- | -- | -- | -- | -- | -- | --- |
|  | 1.   | Basilea         | 74 | 36 | 22 | 8  | 6  | 73 | 39 | +34 |
|  | 2.   | Young Boys      | 70 | 36 | 21 | 7  | 8  | 82 | 49 | +33 |
|  | 3.   | Zurigo          | 56 | 36 | 15 | 11 | 10 | 58 | 43 | +15 |
|  | 4.   | Grasshoppers    | 54 | 36 | 15 | 9  | 12 | 57 | 49 | +8  |
|  | 5.   | Aarau           | 47 | 36 | 11 | 14 | 11 | 47 | 48 | -1  |
|  | 6.   | Lucerna         | 44 | 36 | 10 | 14 | 12 | 40 | 49 | -9  |
|  | 7.   | Sion            | 43 | 36 | 10 | 11 | 15 | 48 | 55 | -7  |
|  | 8.   | Neuchâtel Xamax | 41 | 36 | 8  | 9  | 19 | 31 | 58 | -27 |
|  | 9.   | San Gallo       | 34 | 36 | 9  | 7  | 20 | 39 | 69 | -30 |
|  | 10.  | Thun            | 27 | 36 | 6  | 9  | 21 | 30 | 70 | -40 |

Legenda:
      Campione di Svizzera e ammessa alla UEFA Champions League 2008-2009.
      Ammessa alla Coppa UEFA 2008-2009.
      Ammessa all'Coppa Intertoto UEFA 2008.
 Disputa lo spareggio salvezza-promozione.
      Retrocessa in Challenge League 2008-2009.
Regolamento:
Tre punti a vittoria, uno a pareggio, zero a sconfitta.
In caso di arrivo di due o più squadre a pari punti, la graduatoria finale verrà stilata secondo la classifica avulsa tra le squadre interessate che prevede, in ordine, i seguenti criteri:
- Punti negli scontri diretti
- Differenza reti negli scontri diretti
- Differenza reti generale
- Reti realizzate in generale
- Sorteggio

## Risultati

### Prima fase
|                 | AAR  | BAS  | GRA  | LUC  | NEU  | SAN  | SIO  | THU  | YOU  | ZUR  |
| --------------- | ---- | ---- | ---- | ---- | ---- | ---- | ---- | ---- | ---- | ---- |
| Aarau           | –––– | 0-3  | 2-2  | 0-0  | 3-2  | 2-2  | 2-0  | 5-0  | 1-1  | 1-1  |
| Basilea         | 1-1  | –––– | 2-0  | 3-2  | 0-1  | 3-0  | 3-2  | 2-1  | 4-0  | 1-0  |
| Grasshoppers    | 1-1  | 2-0  | –––– | 1-1  | 1-2  | 2-0  | 0-1  | 2-1  | 3-3  | 2-1  |
| Lucerna         | 0-0  | 2-4  | 3-3  | –––– | 1-1  | 1-1  | 1-1  | 1-2  | 2-2  | 2-2  |
| Neuchatel Xamax | 2-1  | 0-3  | 4-1  | 3-3  | –––– | 1-1  | 1-3  | 1-1  | 3-1  | 1-1  |
| San Gallo       | 1-1  | 0-3  | 5-3  | 1-2  | 2-1  | –––– | 1-0  | 0-4  | 2-7  | 2-3  |
| Sion            | 3-0  | 1-1  | 0-1  | 0-0  | 1-1  | 5-1  | –––– | 2-1  | 1-2  | 0-5  |
| Thun            | 2-5  | 0-2  | 1-0  | 0-1  | 1-1  | 1-0  | 0-1  | –––– | 0-0  | 1-1  |
| Young Boys      | 4-1  | 5-1  | 3-2  | 6-1  | 3-2  | 3-1  | 1-0  | 0-0  | –––– | 1-1  |
| Zurigo          | 0-1  | 2-2  | 4-0  | 4-1  | 1-0  | 3-1  | 4-1  | 3-1  | 5-1  | –––– |

### Seconda fase
|                 | AAR  | BAS  | GRA  | LUC  | NEU  | SAN  | SIO  | THU  | YOU  | ZUR  |
| --------------- | ---- | ---- | ---- | ---- | ---- | ---- | ---- | ---- | ---- | ---- |
| Aarau           | –––– | 2-2  | 1-2  | 2-1  | 2-2  | 3-1  | 2-0  | 3-0  | 0-2  | 1-0  |
| Basilea         | 2-1  | –––– | 2-1  | 1-0  | 3-0  | 2-1  | 1-1  | 3-1  | 2-0  | 4-0  |
| Grasshoppers    | 2-0  | 1-1  | –––– | 2-0  | 2-0  | 2-3  | 2-0  | 4-0  | 3-3  | 1-1  |
| Lucerna         | 2-0  | 1-0  | 0-0  | –––– | 0-2  | 1-0  | 1-1  | 4-0  | 0-3  | 2-1  |
| Neuchatel Xamax | 1-2  | 2-2  | 1-3  | 0-1  | –––– | 1-0  | 1-1  | 0-2  | 3-1  | 3-1  |
| San Gallo       | 0-0  | 1-4  | 0-2  | 2-1  | 0-0  | –––– | 1-2  | 3-0  | 2-0  | 1-0  |
| Sion            | 1-0  | 4-2  | 0-2  | 0-0  | 2-0  | 1-2  | –––– | 5-0  | 1-2  | 3-3  |
| Thun            | 1-1  | 1-3  | 0-2  | 0-1  | 2-1  | 1-1  | 2-2  | –––– | 0-4  | 1-1  |
| Young Boys      | 4-0  | 2-0  | 2-0  | 0-1  | 1-3  | 3-0  | 3-1  | 4-2  | –––– | 3-0  |
| Zurigo          | 0-0  | 1-1  | 1-0  | 1-0  | 2-1  | 1-0  | 2-1  | 1-0  | 1-2  | –––– |

## Spareggio promozione-retrocessione
Allo spareggio sono ammesse la nona classificata in Super League e la seconda classificata in Challenge League.
|            | Risultati |            | Luogo e data               |
| ---------- | --------- | ---------- | -------------------------- |
| Bellinzona | 3 - 2     | San Gallo  | Bellinzona, 17 maggio 2008 |
| San Gallo  | 0 - 2     | Bellinzona | San Gallo, 20 maggio 2008  |
|            |           |            |                            |

## Statistiche

### Squadre

#### Capoliste solitarie
|    | —— | ——   | ——   | —— | ——     | ——     | ——     | ——     | ——     | ——      | ——      | ——      | ——      | ——      | ——      | ——      | ——      | ——      | ——      | ——      | ——      | ——      | ——      | ——      | ——      | ——      | ——  | ——      | ——      | ——      | ——      | ——  | ——      | ——      | ——      | —— |  |
|    |    | Sion | Sion |    | Zurigo | Zurigo | Zurigo | Zurigo | Zurigo | Basilea | Basilea | Basilea | Basilea | Basilea | Basilea | Basilea | Basilea | Basilea | Basilea | Basilea | Basilea | Basilea | Basilea | Basilea | Basilea | Basilea |     | Basilea | Basilea | Basilea | Basilea |     | Basilea | Basilea | Basilea |    |  |
|    |    |      |      |    |        |        |        |        |        |         |         |         |         |         |         |         |         |         |         |         |         |         |         |         |         |         |     |         |         |         |         |     |         |         |         |    |  |
|    |    |      |      |    |        |        |        |        |        |         |         |         |         |         |         |         |         |         |         |         |         |         |         |         |         |         |     |         |         |         |         |     |         |         |         |    |  |
| 1ª | 2ª | 3ª   | 4ª   | 5ª | 6ª     | 7ª     | 8ª     | 9ª     | 10ª    | 11ª     | 12ª     | 13ª     | 14ª     | 15ª     | 16ª     | 17ª     | 18ª     | 19ª     | 20ª     | 21ª     | 22ª     | 23ª     | 24ª     | 25ª     | 26ª     | 27ª     | 28ª | 29ª     | 30ª     | 31ª     | 32ª     | 33ª | 34ª     | 35ª     | 36ª     |    |  |

#### Classifica in divenire
|                 | 1ª | 2ª | 3ª | 4ª | 5ª | 6ª | 7ª | 8ª | 9ª | 10ª | 11ª | 12ª | 13ª | 14ª | 15ª | 16ª | 17ª | 18ª | 19ª | 20ª | 21ª | 22ª | 23ª | 24ª | 25ª | 26ª | 27ª | 28ª | 29ª | 30ª | 31ª | 32ª | 33ª | 34ª | 35ª | 36ª |
| --------------- | -- | -- | -- | -- | -- | -- | -- | -- | -- | --- | --- | --- | --- | --- | --- | --- | --- | --- | --- | --- | --- | --- | --- | --- | --- | --- | --- | --- | --- | --- | --- | --- | --- | --- | --- | --- |
| Young Boys      | 1  | 4  | 5  | 8  | 8  | 9  | 9  | 12 | 15 | 18  | 19  | 22  | 22  | 25  | 26  | 27  | 30  | 33  | 36  | 37  | 37  | 40  | 43  | 46  | 49  | 52  | 55  | 58  | 58  | 58  | 61  | 64  | 67  | 67  | 70  | 70  |
| Aarau           | 1  | 1  | 2  | 3  | 6  | 7  | 7  | 8  | 9  | 9   | 12  | 12  | 13  | 16  | 17  | 20  | 23  | 24  | 27  | 27  | 27  | 27  | 27  | 30  | 33  | 34  | 37  | 37  | 40  | 41  | 42  | 42  | 43  | 43  | 46  | 47  |
| Basilea         | 3  | 6  | 7  | 7  | 10 | 10 | 13 | 16 | 19 | 20  | 23  | 26  | 29  | 30  | 33  | 36  | 39  | 39  | 39  | 42  | 43  | 46  | 49  | 52  | 52  | 55  | 58  | 58  | 59  | 60  | 63  | 66  | 67  | 70  | 71  | 74  |
| Lucerna         | 1  | 1  | 2  | 5  | 6  | 7  | 7  | 8  | 11 | 12  | 13  | 13  | 14  | 15  | 16  | 16  | 17  | 17  | 20  | 23  | 26  | 29  | 29  | 30  | 30  | 30  | 30  | 33  | 36  | 37  | 38  | 41  | 41  | 44  | 44  | 44  |
| Sion            | 3  | 6  | 9  | 10 | 10 | 10 | 10 | 11 | 11 | 14  | 14  | 14  | 17  | 18  | 18  | 21  | 22  | 22  | 22  | 23  | 23  | 23  | 26  | 27  | 30  | 30  | 30  | 33  | 34  | 35  | 36  | 37  | 37  | 40  | 43  | 43  |
| San Gallo       | 0  | 0  | 0  | 0  | 0  | 3  | 6  | 6  | 7  | 10  | 10  | 10  | 11  | 11  | 12  | 12  | 12  | 13  | 13  | 16  | 19  | 22  | 25  | 25  | 25  | 26  | 29  | 29  | 29  | 32  | 32  | 32  | 33  | 33  | 33  | 34  |
| Thun            | 0  | 1  | 4  | 4  | 4  | 5  | 8  | 8  | 8  | 8   | 9   | 12  | 13  | 13  | 14  | 14  | 14  | 17  | 17  | 18  | 18  | 18  | 18  | 18  | 21  | 22  | 22  | 22  | 22  | 25  | 25  | 25  | 26  | 26  | 26  | 27  |
| Zurigo          | 0  | 3  | 4  | 7  | 10 | 13 | 16 | 17 | 20 | 21  | 22  | 25  | 26  | 29  | 32  | 33  | 33  | 33  | 36  | 36  | 37  | 37  | 40  | 40  | 40  | 43  | 43  | 46  | 47  | 48  | 48  | 49  | 52  | 52  | 55  | 56  |
| Grasshoppers    | 3  | 3  | 3  | 4  | 5  | 8  | 8  | 8  | 8  | 8   | 9   | 12  | 13  | 14  | 14  | 17  | 17  | 20  | 23  | 24  | 27  | 30  | 30  | 33  | 36  | 36  | 36  | 39  | 40  | 41  | 44  | 45  | 48  | 51  | 51  | 54  |
| Neuchatel Xamax | 1  | 2  | 3  | 4  | 7  | 7  | 10 | 13 | 13 | 14  | 15  | 15  | 15  | 15  | 16  | 16  | 19  | 22  | 22  | 22  | 25  | 25  | 25  | 25  | 25  | 26  | 29  | 29  | 32  | 32  | 33  | 34  | 34  | 37  | 38  | 41  |

#### Classifiche di rendimento

##### Rendimento andata-ritorno
| Andata          | Andata | Ritorno         | Ritorno |
|                 |        |                 |         |
| Basilea         | 39     | Young Boys      | 37      |
| Zurigo          | 33     | Basilea         | 35      |
| Young Boys      | 33     | Grasshoppers    | 34      |
| Aarau           | 24     | Lucerna         | 27      |
| Neuchatel Xamax | 22     | Aarau           | 23      |
| Sion            | 22     | Zurigo          | 23      |
| Grasshoppers    | 20     | Sion            | 21      |
| Lucerna         | 17     | San Gallo       | 21      |
| Thun            | 17     | Neuchatel Xamax | 19      |
| San Gallo       | 13     | Thun            | 10      |

##### Rendimento casa-trasferta
| Casa            | Casa | Trasferta       | Trasferta |
|                 |      |                 |           |
| Basilea         | 47   | Basilea         | 27        |
| Young Boys      | 44   | Young Boys      | 26        |
| Zurigo          | 42   | Grasshoppers    | 21        |
| Grasshoppers    | 33   | Lucerna         | 20        |
| Aarau           | 31   | Neuchatel Xamax | 17        |
| Sion            | 26   | Sion            | 17        |
| Lucerna         | 24   | Aarau           | 16        |
| Neuchatel Xamax | 24   | Zurigo          | 14        |
| San Gallo       | 24   | Thun            | 11        |
| Thun            | 16   | San Gallo       | 10        |

#### Primati stagionali
Squadre
- Maggior numero di vittorie: Basilea (22)
- Maggior numero di pareggi: Aarau, Lucerna (14)
- Maggior numero di sconfitte: Thun (21)
- Minor numero di vittorie: Thun (6)
- Minor numero di pareggi: San Gallo, Young Boys (7)
- Minor numero di sconfitte: Basilea (6)
- Miglior attacco: Young Boys (82 gol fatti)
- Peggior attacco: Thun (30 gol fatti)
- Miglior difesa: Basilea (39 gol subiti)
- Peggior difesa: Thun (70 gol subiti)
- Miglior differenza reti: Basilea (+34)
- Peggior differenza reti: Thun (-40)
- Miglior serie positiva: Zurigo (15, 2ª-16ª)
- Peggior serie negativa: San Gallo (5, 1ª-5ª)
- Maggior numero di vittorie consecutive: Young Boys (7, 22ª-28ª)

Partite
- Più gol (9):

San Gallo-Young Boys 2-7, 1 dicembre 2007
- Maggior scarto di gol (5): Young Boys-Lucerna 6-1, Sion-Thun 5-0, Aarau-Thun 5-0
- Maggior numero di reti in una giornata: 26 gol nella 10ª giornata, 26 gol nella 5ª giornata
- Minor numero di reti in una giornata: 7 gol nella 30ª giornata
- Maggior numero di espulsioni in una giornata: 5 in 4ª giornata

### Individuali

#### Classifica marcatori
| Gol | Rigori |  | Giocatore                 | Squadra         |
| --- | ------ |  | ------------------------- | --------------- |
| 24  | 4      |  | Hakan Yakın               | Young Boys      |
| 18  | 1      |  | Raúl Bobadilla            | Grasshoppers    |
| 18  | 2      |  | Thomas Häberli            | Young Boys      |
| 17  | 0      |  | Álvaro Saborío            | Sion            |
| 14  | 0      |  | Mauro Lustrinelli         | Lucerna         |
| 12  | 2      |  | Raffael                   | Zurigo          |
| 12  | 0      |  | Rogério                   | Aarau           |
| 12  | 0      |  | Marco Streller            | Basilea         |
| 11  | 2      |  | Francisco Aguirre         | San Gallo       |
| 11  | 0      |  | Cristian Florin Ianu      | Aarau           |
| 10  | 4      |  | Antônio Carlos dos Santos | Grasshoppers    |
| 10  | 8      |  | Daniel Majstorović        | Basilea         |
| 9   | 0      |  | Alexandre Alphonse        | Zurigo          |
| 9   | 1      |  | Yassine Chikhaoui         | Zurigo          |
| 8   | 0      |  | Matar Coly                | Neuchatel Xamax |
| 8   | 0      |  | Eduardo                   | Basilea         |
| 8   | 0      |  | Mario Raimondi            | Young Boys      |
| 8   | 0      |  | Milaim Rama               | Thun            |

#### Media spettatori
| Club            | Pos. | Media  | Totale  | Abbonamenti |
| --------------- | ---- | ------ | ------- | ----------- |
| Basilea         | 1    | 23 539 | 423 703 |             |
| Young Boys      | 2    | 18 571 | 334 282 |             |
| Zurigo          | 3    | 12 186 | 219 350 |             |
| Sion            | 4    | 11 016 | 198 280 |             |
| San Gallo       | 5    | 10 022 | 180 400 |             |
| Lucerna         | 6    | 9 181  | 165 252 |             |
| Grasshoppers    | 7    | 7 257  | 130 625 |             |
| Neuchatel Xamax | 8    | 6 582  | 118 481 |             |
| Aarau           | 9    | 6 011  | 108 200 |             |
| Thun            | 10   | 4 761  | 85 700  |             |

#### Arbitri
- Massimo Busacca (20)
- Carlo Bertolini (16)
- Claudio Circhetta (16)
- Jérôme Laperrière (16)
- Stéphan Studer (15)
- René Rogalla (14)
- Sascha Kever (13)
- Daniel Wermelinger (13)
- Nicole Petignat (12)
- Guido Wildhaber (12)

- Cyril Zimmermann (12)
- Bruno Grossen (10)
- Nikolaj Hänni (6)
- Dietmar Drabek (1)
- Gerhard Grobelnik (1)
- Louis Hofmann (1)
- Manfred Krassnitzer (1)
- Robert Schörgenhofer (1)